# 福音的勧告
福音的勧告（ふくいんてきかんこく、ラテン語: consilia evangelica）とは、カトリック教会において貞潔・清貧・従順の3つの徳をいう。完徳の勧告とも呼ばれる。

## 概要
福音的勧告は天国で永遠の命を得るために守らなければならない十戒のような教えとは異なってすべての信者に対する義務ではなく、より少数の、完徳を求めて義務以上のことをしようと願う者に対する勧めである。カトリックの倫理神学において、福音的勧告は義務以上 (supererogation) の行為と呼ばれ、悪に対する善でなく、善に対するよりよい善とされる。
福音的勧告は貞潔・清貧・従順の3つである。
- 貞潔は結婚の否定をいう[2]。
- 清貧は私的な（時には共有の）財産の否定である[2]。
- 従順は上長の正当な命令に従うことをいう[2]。

古代の教会では童貞性・禁欲・殉教などが特別のカリスマ（聖霊の賜物）と見なされた。キリスト教の公認以降は隠修士にひきつがれ、中世の修道制度へと発展した。12世紀以降、清貧・貞潔・従順の福音的勧告が修道誓願と結びつけられ、その後の規範になった。インノケンティウス3世も清貧・貞潔・従順を修道生活の本質とした。
1983年の教会法では、福音的勧告の実践を表明した教会共同体を奉献生活の会と称する。

## 聖書上の根拠
貞潔について、旧約聖書ではエレミヤが独身を守り、女性ではユディトが再婚を放棄した。新約聖書では洗礼者ヨハネが童貞を守り、アンナ（ルカによる福音書2:36-37）が再婚せずに神に仕えた。マタイによる福音書19章では「天の国のために結婚しない者もいる」と言っている。コリントの信徒への手紙一7章7-9節でパウロは「人によって生き方が違う」としながらも自分のように独身でいることを勧めている。
清貧についてはマタイによる福音書19章（マルコによる福音書10:21、ルカによる福音書18:22も同じ）で、イエスは「もし完全になりたいのなら、行って持ち物を売り払い、貧しい人々に施しなさい」といっている。コリントの信徒への手紙二8章には「主は豊かであったのに、あなたがたのために貧しくなられた」といい、それに倣うように勧めている。
従順についてはマタイによる福音書23章（マルコによる福音書10:43-44も同じ）に「あなたがたのうちでいちばん偉い人は、仕える者になりなさい」といい、またフィリピの信徒への手紙2:6-8ではキリスト自身が僕の身分となり、へりくだって、死に至るまで従順であったと記している。